# زونترا
شهر زونترا (به آلمانی: Sontra) در ایالت هسن در کشور آلمان واقع شده‌است.